# Онтран
Онтран (фр. Antrain) је насељено место у Француској у региону Бретања, у департману Ил и Вилен.
По подацима из 2011. године у општини је живело 1390 становника, а густина насељености је износила 149,3 становника/km².

## Демографија
| 1962. | 1968. | 1975. | 1982. | 1990. | 2011. |
| ----- | ----- | ----- | ----- | ----- | ----- |
| 1.444 | 1.443 | 1.548 | 1.499 | 1.489 | 1.390 |